# Wendy Turnbull
Wendy May Turnbull (ur. 26 listopada 1952 w Brisbane) – australijska tenisistka, występująca na kortach w latach 1975–1989.

## Kariera tenisowa
Na igrzyskach olimpijskich w Seulu w 1988 roku zdobyła brązowy medal w grze podwójnej, w parze z Elizabeth Smylie. Reprezentantka Australii w Pucharze Federacji (1977–1988) oraz kapitan drużyny australijskiej w tych rozgrywkach (1985–1992). Na igrzyskach olimpijskich w Barcelonie w 1992 roku coach australijskiej kobiecej reprezentacji tenisowej.
W swojej karierze wygrała 13 zawodowych turniejów singlowych (ostatni w 1983 roku w Bostonie) oraz 55 deblowych (ostatni w Los Angeles w 1989 roku w parze z Martiną Navrátilovą). Łącznie 9-krotna mistrzyni turniejów wielkoszlemowych – 4 razy w grze podwójnej kobiet (2 razy US Open: 1979, 1982, oraz Wimbledon 1978 i French Open 1979) i 5 razy w grze mieszanej (2 razy Wimbledon: 1983, 1984, 2 razy French Open: 1979, 1982, oraz US Open 1980). Ponadto łącznie 15-krotna finalistka turniejów wielkoszlemowych – 3 razy w grze pojedynczej kobiet (US Open 1977, French Open 1979, Australian Open 1980), 11 razy w grze podwójnej kobiet (4 razy Wimbledon: 1979, 1980, 1983, 1986, 4 razy US Open: 1978, 1981, 1984, 1986, 2 razy Australian Open: 1983, 1988, oraz French Open 1982) i raz w grze mieszanej (Wimbledon 1982).
Jako seniorka występowała w turniejach wielkoszlemowych seniorskich. Do 1989 roku, do momentu zakończenia zawodowej kariery, wygrała ich dziewięć (ostatni US Open 1987 z Walshem-Pete). Od roku 1991 wygrała cztery takie turnieje, w tym dwukrotnie Australian Open i tyle samo razy US Open. Jej partnerem w tych imprezach był między innymi Bob Hewitt.
W latach 1977–1984 utrzymywała się wśród dziesięciu najlepszych zawodniczek świata. W październiku 1984 odebrała w pałacu Buckingham z rąk królowej Elżbiety II Order Imperium Brytyjskiego.

## Historia występów wielkoszlemowych
Legenda
     W, wygrany turniej
     F, przegrana w finale
     SF, przegrana w półfinale
     QF, przegrana w ćwierćfinale
     xR, przegrana w x rundzie
      A, brak startu
     NH, turniej się nie odbył
Turniej Australian Open odbył się dwukrotnie w 1977 roku (styczeń i grudzień), za to nie został rozegrany w 1986.

### Występy w grze pojedynczej
| Australian Open        | 2R                          | A                           | 2R                          | 3R                          | 2R                          | 3R | 2R | A  | A  | A  | A  | F  | SF | QF | QF | SF | 3R | NH | 4R | A   | 1R  | 0 / 14 | 26 – 14 |  |  |  |  |  |  |  |  |  |  |  |  |  |  |
| French Open            | A                           | Q1                          | A                           | 1R                          | A                           | A  | 3R | A  | A  | A  | F  | QF | A  | A  | A  | A  | A  | A  | A  | A   | A   | 0 / 4  | 10 – 4  |  |  |  |  |  |  |  |  |  |  |  |  |  |  |
| Wimbledon              | A                           | A                           | 1R                          | 3R                          | 2R                          | 1R | 3R | 2R | 2R | 4R | QF | QF | QF | 4R | 4R | 4R | 3R | 1R | 2R | 1R  | 2R  | 0 / 18 | 29 – 18 |  |  |  |  |  |  |  |  |  |  |  |  |  |  |
| US Open                | A                           | A                           | A                           | A                           | A                           | A  | 1R | F  | F  | SF | 3R | 3R | 3R | 4R | 3R | SF | 4R | QF | 2R | 1R  | A   | 0 / 13 | 34 – 13 |  |  |  |  |  |  |  |  |  |  |  |  |  |  |
|                        |                             |                             |                             |                             |                             |    |    |    |    |    |    |    |    |    |    |    |    |    |    |     |     |        |         |  |  |  |  |  |  |  |  |  |  |  |  |  |  |
| Ranking na koniec roku | Ranking nie był publikowany | Ranking nie był publikowany | Ranking nie był publikowany | Ranking nie był publikowany | Ranking nie był publikowany | 72 | 30 | 9  | 9  | 7  | 7  | 8  | 8  | 5  | 8  | 5  | 14 | 18 | 23 | 135 | 264 | 0 / 49 | 99 – 49 |  |  |  |  |  |  |  |  |  |  |  |  |  |  |

### Występy w grze podwójnej
| Australian Open        | A                   | A                   | QF                  | QF                  | 2R                  | QF                  | SF                  | A  | A  | A | A | SF | SF | QF | F  | SF | 2R | NH | QF | F  | QF | 3R | 0 / 15 | 33 – 15  |  |  |  |  |  |  |  |  |  |  |  |  |  |
| French Open            | A                   | A                   | A                   | 1R                  | A                   | A                   | QF                  | A  | A  | A | W | QF | A  | F  | QF | A  | A  | SF | A  | A  | A  | A  | 1 / 7  | 20 – 5   |  |  |  |  |  |  |  |  |  |  |  |  |  |
| Wimbledon              | A                   | A                   | 2R                  | 1R                  | A                   | 3R                  | QF                  | 1R | 1R | W | F | F  | 2R | SF | F  | 2R | SF | F  | A  | SF | 3R | 3R | 1 / 17 | 44 – 16  |  |  |  |  |  |  |  |  |  |  |  |  |  |
| US Open                | A                   | A                   | A                   | A                   | A                   | 1R                  | QF                  | 3R | 3R | F | W | QF | F  | W  | QF | F  | SF | F  | 3R | QF | 2R | 2R | 2 / 16 | 52 – 14  |  |  |  |  |  |  |  |  |  |  |  |  |  |
|                        |                     |                     |                     |                     |                     |                     |                     |    |    |   |   |    |    |    |    |    |    |    |    |    |    |    |        |          |  |  |  |  |  |  |  |  |  |  |  |  |  |
| Ranking na koniec roku | nie był publikowany | nie był publikowany | nie był publikowany | nie był publikowany | nie był publikowany | nie był publikowany | nie był publikowany | 12 | 12 | 2 | 1 |    | 5  | 4  |    | 7  | 8  | 6  | 15 | 17 | 13 | 44 | 4 / 55 | 149 – 50 |  |  |  |  |  |  |  |  |  |  |  |  |  |

### Występy w grze mieszanej
| Australian Open | Turniej nie był rozgrywany | Turniej nie był rozgrywany | Turniej nie był rozgrywany | Turniej nie był rozgrywany | Turniej nie był rozgrywany | Turniej nie był rozgrywany | Turniej nie był rozgrywany | Turniej nie był rozgrywany | Turniej nie był rozgrywany | Turniej nie był rozgrywany | Turniej nie był rozgrywany | Turniej nie był rozgrywany | Turniej nie był rozgrywany | Turniej nie był rozgrywany | Turniej nie był rozgrywany | Turniej nie był rozgrywany | Turniej nie był rozgrywany | 2R | 1R | 1R | 1R | 0 / 4  | 1 – 4   |  |  |  |  |  |  |
| French Open     | A                          | A                          | A                          | A                          | A                          | A                          | QF                         | A                          | A                          | W                          | A                          | A                          | W                          | SF                         | A                          | A                          | A                          | A  | A  | A  | A  | 2 / 4  | 15 – 2  |  |  |  |  |  |  |
| Wimbledon       | A                          | A                          | 2R                         | 2R                         | A                          | 1R                         | 1R                         | A                          | 3R                         | QF                         | SF                         | 3R                         | F                          | W                          | W                          | QF                         | QF                         | 1R | 1R | 2R | A  | 2 / 16 | 32 – 13 |  |  |  |  |  |  |
| US Open         | A                          | A                          | A                          | A                          | A                          | A                          | A                          | 2R                         | SF                         | A                          | W                          | 1R                         | A                          | SF                         | 3R                         | SF                         | 1R                         | 1R | 1R | 1R | A  | 1 / 11 | 14 – 10 |  |  |  |  |  |  |
|                 |                            |                            |                            |                            |                            |                            |                            |                            |                            |                            |                            |                            |                            |                            |                            |                            |                            |    |    |    |    |        |         |  |  |  |  |  |  |
|                 |                            |                            |                            |                            |                            |                            |                            |                            |                            |                            |                            |                            |                            |                            |                            |                            |                            |    |    |    |    | 5 / 35 | 63 – 29 |  |  |  |  |  |  |

## Finały turniejów WTA
| Legenda                     | Legenda |
| --------------------------- | ------- |
| Wielki Szlem                |         |
| Igrzyska olimpijskie        |         |
| WTA Tour Championships      |         |
| WTA Doubles Championships   |         |
| Toyota Series Championships |         |
| 1971 – 1987                 |         |
| Virginia Slims Circuit      |         |
| Grand Prix Series           |         |
| Colgate Series              |         |
| 1988 – 2008                 |         |
| Kategoria I                 |         |
| Kategoria II                |         |
| Kategoria III               |         |
| Kategoria IV                |         |
| Kategoria V                 |         |

### Gra pojedyncza 32 (12–20)
| Końcowy wynik | Nr  | Data                 | Turniej         | Nawierzchnia    | Przeciwniczka           | Wynik finału     |
| ------------- | --- | -------------------- | --------------- | --------------- | ----------------------- | ---------------- |
| Zwyciężczyni  | 1.  | 1972                 | Norwich         |                 |                         | brak danych      |
| Zwyciężczyni  | 2.  | 3 czerwca 1973       | Surbiton        | Trawiasta       | Ann Kiyomura            | 6:2, 6:0         |
| Zwyciężczyni  | 3.  | 18 lipca 1976        | Kitzbühel       | Ceglana         | Virginia Ruzici         | 6:4, 5:7, 6:2    |
| Zwyciężczyni  | 4.  | 7 listopada 1976     | Tokio           | Ceglana         | Michele Gurdal          | 6:1, 6:1         |
| Finalistka    | 1.  | 9 września 1977      | US Open         | Ceglana         | Chris Evert             | 6:7(3), 2:6      |
| Finalistka    | 2.  | 16 października 1977 | Phoenix         | Twarda          | Billie Jean King        | 6:1, 1:6, 0:6    |
| Finalistka    | 3.  | 27 listopada 1977    | Melbourne       | Trawiasta       | Evonne Goolagong Cawley | 4:6, 1:6         |
| Finalistka    | 4.  | 15 stycznia 1978     | Hollywood       | Dywanowa (hala) | Evonne Goolagong Cawley | 2:6, 3:6         |
| Finalistka    | 5.  | 24 grudnia 1978      | Sydney          | Trawiasta       | Dianne Fromholtz        | 2:6, 5:7         |
| Zwyciężczyni  | 5.  | 25 lutego 1979       | Detroit         | Dywanowa (hala) | Virginia Ruzici         | 7:5, 1:6, 7:6(4) |
| Zwyciężczyni  | 6.  | 11 marca 1979        | Filadelfia      | Dywanowa (hala) | Virginia Wade           | 5:7, 6:3, 6:2    |
| Finalistka    | 6.  | 10 czerwca 1979      | French Open     | Ceglana         | Chris Evert-Lloyd       | 2:6, 0:6         |
| Finalistka    | 7.  | 30 września 1979     | Atlanta         | Dywanowa (hala) | Martina Navrátilová     | 6:7(6), 4:6      |
| Finalistka    | 8.  | 2 grudnia 1979       | Melbourne       | Trawiasta       | Hana Mandlíková         | 3:6, 2:6         |
| Finalistka    | 9.  | 21 czerwca 1980      | Eastbourne      | Trawiasta       | Tracy Austin            | 6:7(3), 2:6      |
| Finalistka    | 10. | 3 sierpnia 1980      | San Diego       | Twarda          | Tracy Austin            | 1:6, 3:6         |
| Finalistka    | 11. | 28 września 1980     | Atlanta         | Twarda          | Hana Mandlíková         | 3:6, 5:7         |
| Finalistka    | 12. | 12 października 1980 | Phoenix         | Twarda          | Regina Maršíková        | 6:7(8), 6:7(3)   |
| Zwyciężczyni  | 7.  | 9 listopada 1980     | Hongkong        | Twarda          | Mareen Louie Harper     | 6:2, 6:0         |
| Finalistka    | 13. | 30 listopada 1980    | Australian Open | Trawiasta       | Hana Mandlíková         | 0:6, 5:7         |
| Zwyciężczyni  | 8.  | 7 grudnia 1980       | Sydney          | Trawiasta       | Pam Shriver             | 3:6, 6:4, 7:6(8) |
| Zwyciężczyni  | 9.  | 8 listopada 1981     | Hongkong        | Twarda          | Sabina Simmonds         | 6:3, 6:4         |
| Finalistka    | 14. | 31 stycznia 1982     | Chicago         | Dywanowa (hala) | Martina Navrátilová     | 4:6, 1:6         |
| Finalistka    | 15. | 21 marca 1982        | Boston          | Dywanowa (hala) | Kathy Jordan            | 5:7, 6:1, 6:4    |
| Finalistka    | 16. | 2 maja 1982          | Orlando         | Ceglana         | Martina Navrátilová     | 2:6, 5:7         |
| Zwyciężczyni  | 10. | 21 listopada 1982    | Brisbane        | Trawiasta       | Pam Shriver             | 6:3, 6:1         |
| Zwyciężczyni  | 11. | 12 grudnia 1982      | Richmond        | Dywanowa (hala) | Tracy Austin            | 6:7(3), 6:2, 6:4 |
| Zwyciężczyni  | 12. | 20 marca 1983        | Boston          | Dywanowa (hala) | Sylvia Hanika           | 6:4, 3:6, 6:4    |
| Finalistka    | 17. | 19 czerwca 1983      | Eastbourne      | Trawiasta       | Martina Navrátilová     | 1:6, 1:6         |
| Finalistka    | 18. | 20 listopada 1983    | Brisbane        | Trawiasta       | Pam Shriver             | 4:6, 5:7         |
| Finalistka    | 19. | 7 października 1984  | Los Angeles     | Twarda          | Chris Evert-Lloyd       | 2:6, 3:6         |
| Finalistka    | 20. | 28 kwietnia 1985     | San Diego       | Twarda          | Annabel Croft           | 0:6, 6:7         |

### Gra podwójna 110 (55–55)
| Końcowy wynik     | Nr  | Data                 | Turniej            | Nawierzchnia    | Partnerka           | Przeciwniczki                           | Wynik finału                        |
| ----------------- | --- | -------------------- | ------------------ | --------------- | ------------------- | --------------------------------------- | ----------------------------------- |
| Nierozstrzygnięte | 1.  | 4 czerwca 1972       | Surbiton           | Trawiasta       | Patricia Coleman    | Lesley Charles Jackie Fayter-Hough      | 4:6, 7:7 przerwany z powodu deszczu |
| Zwyciężczyni      | 1.  | 13 maja 1973         | Bournemouth        | Ceglana         | Patricia Coleman    | Evonne Goolagong Janet Young            | 7:5, 7:5                            |
| Zwyciężczyni      | 2.  | 12 stycznia 1975     | Auckland           | Trawiasta       | Evonne Goolagong    | Laura DuPont Ceci Martinez              | 6:3, 4:6, 6:4                       |
| Finalistka        | 2.  | 23 maja 1976         | Hamburg            | Ceglana         | Laura DuPont        | Linky Boshoff Ilana Kloss               | 6:4, 5:7, 1:6                       |
| Zwyciężczyni      | 3.  | 11 lipca 1976        | Gstaad             | Ceglana         | Betsy Nagelsen      | Brigitte Cuypers Annette du Plooy       | 6:4, 6:4                            |
| Finalistka        | 3.  | 15 sierpnia 1976     | Indianapolis       | Ceglana         | Laura DuPont        | Linky Boshoff Ilana Kloss               | 2:6, 3:6                            |
| Zwyciężczyni      | 4.  | 13 marca 1977        | Pensacola          | Ceglana         | Ann Kiyomura        | Carrie Meyer Betsy Nagelsen             | 6:1, 6:2                            |
| Zwyciężczyni      | 5.  | 23 października 1977 | São Paulo          | Twarda          | Kerry Reid          | Martina Navrátilová Betty Stöve         | 6:3, 5:7, 6:2                       |
| Finalistka        | 4.  | 8 stycznia 1978      | Waszyngton         | Dywanowa (hala) | Betty Stöve         | Billie Jean King Martina Navrátilová    | 3:6, 5:7                            |
| Zwyciężczyni      | 6.  | 15 stycznia 1978     | Hollywood          | Dywanowa (hala) | Rosie Casals        | Françoise Durr Virginia Wade            | 6:2, 6:4                            |
| Zwyciężczyni      | 7.  | 12 lutego 1978       | Seattle            | Dywanowa (hala) | Kerry Reid          | Patricia Bostrom Marita Redondo         | 6:2, 6:3                            |
| Finalistka        | 5.  | 26 lutego 1978       | Detroit            | Dywanowa (hala) | Kerry Reid          | Billie Jean King Martina Navrátilová    | 3:6, 4:6                            |
| Finalistka        | 6.  | 5 marca 1978         | Kansas City        | Dywanowa (hala) | Kerry Reid          | Billie Jean King Martina Navrátilová    | 4:6, 4:6                            |
| Zwyciężczyni      | 8.  | 26 marca 1978        | Filadelfia         | Dywanowa (hala) | Kerry Reid          | Françoise Durr Virginia Wade            | 6:3, 7:5                            |
| Zwyciężczyni      | 9.  | 7 lipca 1978         | Wimbledon          | Trawiasta       | Kerry Reid          | Mima Jaušovec Virginia Ruzici           | 4:6, 9:8(10), 6:3                   |
| Finalistka        | 7.  | 9 września 1978      | US Open            | Twarda          | Kerry Reid          | Billie Jean King Martina Navrátilová    | 6:7, 4:6                            |
| Zwyciężczyni      | 10. | 15 października 1978 | Minneapolis        | Dywanowa (hala) | Kerry Reid          | Lesley Hunt Ilana Kloss                 | 6:3, 6:3                            |
| Finalistka        | 8.  | 12 listopada 1978    | Oldsmar            | Twarda          | Kerry Reid          | Martina Navrátilová Anne Smith          | 6:7(4), 3:6                         |
| Finalistka        | 9.  | 19 listopada 1978    | Palm Springs       | Twarda (hala)   | Kerry Reid          | Billie Jean King Martina Navrátilová    | 3:6, 4:6                            |
| Zwyciężczyni      | 11. | 10 grudnia 1978      | Sydney             | Trawiasta       | Kerry Reid          | Judy Chaloner Anne Hobbs                | 6:2, 4:6, 6:2                       |
| Finalistka        | 10. | 28 stycznia 1979     | Hollywood          | Dywanowa (hala) | Rosie Casals        | Tracy Austin Betty Stöve                | 2:6, 6:2, 2:6                       |
| Zwyciężczyni      | 12. | 25 lutego 1979       | Detroit            | Dywanowa (hala) | Betty Stöve         | Sue Barker Ann Kiyomura                 | 6:4, 7:6(5)                         |
| Zwyciężczyni      | 13. | 18 marca 1979        | Boston             | Dywanowa (hala) | Kerry Reid          | Sue Barker Ann Kiyomura                 | 6:4, 6:2                            |
| Zwyciężczyni      | 14. | 13 maja 1979         | Rzym               | Ceglana         | Betty Stöve         | Evonne Goolagong Cawley Kerry Reid      | 6:3, 6:4                            |
| Zwyciężczyni      | 15. | 27 maja 1979         | Berlin             | Ceglana         | Rosie Casals        | Evonne Goolagong Cawley Kerry Reid      | 6:2, 7:5                            |
| Zwyciężczyni      | 16. | 10 czerwca 1979      | French Open        | Ceglana         | Betty Stöve         | Françoise Durr Virginia Wade            | 3:6, 7:5, 6:4                       |
| Zwyciężczyni      | 17. | 17 czerwca 1979      | Chichester         | Trawiasta       | Greer Stevens       | Billie Jean King Martina Navrátilová    | 6:3, 1:6, 7:5                       |
| Zwyciężczyni      | 18. | 24 czerwca 1979      | Eastbourne         | Trawiasta       | Betty Stöve         | Ilana Kloss Betty-Ann Stuart            | 6:2, 6:2                            |
| Finalistka        | 11. | 7 lipca 1979         | Wimbledon          | Trawiasta       | Betty Stöve         | Billie Jean King Martina Navrátilová    | 7:5, 3:6, 2:6                       |
| Zwyciężczyni      | 19. | 19 sierpnia 1979     | Richmond           | Dywanowa (hala) | Betty Stöve         | Billie Jean King Martina Navrátilová    | 6:1, 6:4                            |
| Zwyciężczyni      | 20. | 8 września 1979      | US Open            | Twarda          | Betty Stöve         | Billie Jean King Martina Navrátilová    | 7:5, 6:3                            |
| Zwyciężczyni      | 21. | 30 września 1979     | Atlanta            | Dywanowa (hala) | Betty Stöve         | Ann Kiyomura Anne Smith                 | 6:2, 6:4                            |
| Finalistka        | 12. | 7 października 1979  | Minneapolis        | Dywanowa (hala) | Betty Stöve         | Billie Jean King Martina Navrátilová    | 4:6, 6:7(7)                         |
| Zwyciężczyni      | 22. | 14 października 1979 | Phoenix            | Twarda          | Betty Stöve         | Rosie Casals Chris Evert-Lloyd          | 6:4, 7:6(4)                         |
| Zwyciężczyni      | 23. | 4 listopada 1979     | Sztokholm          | Dywanowa (hala) | Betty Stöve         | Billie Jean King Ilana Kloss            | 7:5, 7:6                            |
| Finalistka        | 13. | 11 listopada 1979    | Filderstadt        | Dywanowa (hala) | Betty Stöve         | Billie Jean King Martina Navrátilová    | 3:6, 3:6                            |
| Zwyciężczyni      | 24. | 2 grudnia 1979       | Melbourne          | Trawiasta       | Billie Jean King    | Dianne Fromholtz Anne Smith             | 6:3, 6:3                            |
| Zwyciężczyni      | 25. | 9 grudnia 1979       | Sydney             | Trawiasta       | Billie Jean King    | Sue Barker Pam Shriver                  | 7:5, 6:4                            |
| Zwyciężczyni      | 26. | 3 lutego 1980        | Seattle            | Dywanowa (hala) | Rosie Casals        | Greer Stevens Virginia Wade             | 6:4, 2:6, 7:5                       |
| Finalistka        | 14. | 2 marca 1980         | Houston            | Ceglana         | Betty Stöve         | Billie Jean King Ilana Kloss            | 6:3, 1:6, 4:6                       |
| Finalistka        | 15. | 9 marca 1980         | Dallas             | Dywanowa (hala) | Rosie Casals        | Billie Jean King Martina Navrátilová    | 6:4, 3:6, 3:6                       |
| Zwyciężczyni      | 27. | 16 marca 1980        | Boston             | Dywanowa (hala) | Rosie Casals        | Billie Jean King Ilana Kloss            | 6:4, 7:6(4)                         |
| Finalistka        | 16. | 23 marca 1980        | Nowy Jork          | Dywanowa (hala) | Rosie Casals        | Billie Jean King Martina Navrátilová    | 3:6, 6:4, 3:6                       |
| Finalistka        | 17. | 15 czerwca 1980      | Chichester         | Trawiasta       | Rosie Casals        | Pam Shriver Betty Stöve                 | 4:6, 5:7                            |
| Finalistka        | 18. | 4 lipca 1980         | Wimbledon          | Trawiasta       | Rosie Casals        | Kathy Jordan Anne Smith                 | 6:4, 5:7, 1:6                       |
| Finalistka        | 19. | 3 sierpnia 1980      | San Diego          | Twarda          | Rosie Casals        | Tracy Austin Ann Kiyomura               | 6:3, 4:6, 3:6                       |
| Zwyciężczyni      | 28. | 9 listopada 1980     | Hongkong           | Twarda          | Sharon Walsh        | Penny Johnson Silvana Urroz             | 6:1, 6:2                            |
| Finalistka        | 20. | 7 grudnia 1980       | Sydney             | Trawiasta       | Rosie Casals        | Pam Shriver Betty Stöve                 | 1:6, 6:4, 4:6                       |
| Zwyciężczyni      | 29. | 12 stycznia 1981     | Landover           | Dywanowa (hala) | Rosie Casals        | Candy Reynolds Paula Smith              | 6:3, 4:6, 7:6(5)                    |
| Finalistka        | 21. | 18 stycznia 1981     | Kansas City        | Dywanowa (hala) | Rosie Casals        | Barbara Potter Sharon Walsh             | 2:6, 6:7(4)                         |
| Zwyciężczyni      | 30. | 8 lutego 1981        | Detroit            | Dywanowa (hala) | Rosie Casals        | Hana Mandlíková Betty Stöve             | 6:4, 6:2                            |
| Zwyciężczyni      | 31. | 15 lutego 1981       | Oakland            | Dywanowa (hala) | Rosie Casals        | Martina Navrátilová Virginia Wade       | 6:1, 6:4                            |
| Zwyciężczyni      | 32. | 1 marca 1981         | Seattle            | Dywanowa (hala) | Rosie Casals        | Sue Barker Ann Kiyomura                 | 6:1, 6:4                            |
| Zwyciężczyni      | 33. | 12 kwietnia 1981     | Hilton Head        | Ceglana         | Rosie Casals        | Mima Jaušovec Pam Shriver               | 7:5, 7:5                            |
| Finalistka        | 22. | 3 maja 1981          | Orlando            | Ceglana         | Rosie Casals        | Martina Navrátilová Pam Shriver         | 1:6, 6:7(10)                        |
| Zwyciężczyni      | 34. | 30 sierpnia 1981     | Mahwah             | Twarda          | Rosie Casals        | Candy Reynolds Betty Stöve              | 6:2, 6:1                            |
| Finalistka        | 23. | 12 września 1981     | US Open            | Twarda          | Rosie Casals        | Kathy Jordan Anne Smith                 | 3:6, 3:6                            |
| Finalistka        | 24. | 4 października 1981  | Minneapolis        | Dywanowa (hala) | Rosie Casals        | Martina Navrátilová Pam Shriver         | 3:6, 6:7                            |
| Zwyciężczyni      | 35. | 11 października 1981 | Tampa              | Twarda          | Rosie Casals        | Martina Navrátilová Renáta Tomanová     | 6:3, 6:4                            |
| Finalistka        | 25. | 20 grudnia 1981      | East Rutherford    | Twarda (hala)   | Rosie Casals        | Martina Navrátilová Pam Shriver         | 3:6, 4:6                            |
| Zwyciężczyni      | 36. | 24 stycznia 1982     | Seattle            | Dywanowa (hala) | Rosie Casals        | Pam Shriver Anne Smith                  | 7:5, 6:4                            |
| Finalistka        | 26. | 31 stycznia 1982     | Chicago            | Dywanowa (hala) | Rosie Casals        | Martina Navrátilová Pam Shriver         | 5:7, 4:6                            |
| Finalistka        | 27. | 7 lutego 1982        | Detroit            | Dywanowa (hala) | Rosie Casals        | Leslie Allen Mima Jaušovec              | 4:6, 0:6                            |
| Finalistka        | 28. | 21 marca 1982        | Boston             | Dywanowa (hala) | Rosie Casals        | Kathy Jordan Anne Smith                 | 6:7(7), 6:2, 4:6                    |
| Zwyciężczyni      | 37. | 4 kwietnia 1982      | Palm Beach Gardens | Ceglana         | Rosie Casals        | Evonne Goolagong Cawley Betty Stöve     | 6:1, 7:6                            |
| Zwyciężczyni      | 38. | 2 maja 1982          | Orlando            | Ceglana         | Rosie Casals        | Kathy Jordan Anne Smith                 | 6:3, 6:3                            |
| Finalistka        | 29. | 5 czerwca 1982       | French Open        | Ceglana         | Rosie Casals        | Martina Navrátilová Anne Smith          | 3:6, 4:6                            |
| Finalistka        | 30. | 13 czerwca 1982      | Birmingham         | Trawiasta       | Rosie Casals        | Jo Durie Anne Hobbs                     | 3:6, 2:6                            |
| Finalistka        | 31. | 30 sierpnia 1981     | Mahwah             | Twarda          | Rosie Casals        | Barbara Potter Sharon Walsh             | 1:6, 4:6                            |
| Zwyciężczyni      | 39. | 11 września 1982     | US Open            | Twarda          | Rosie Casals        | Barbara Potter Sharon Walsh             | 6:4, 6:4                            |
| Zwyciężczyni      | 40. | 3 października 1982  | Filadelfia         | Dywanowa (hala) | Rosie Casals        | Barbara Potter Sharon Walsh             | 3:6, 7:6(5), 6:4                    |
| Finalistka        | 32. | 10 października 1982 | Deerfield Beach    | Twarda          | Rosie Casals        | Barbara Potter Sharon Walsh             | 6:7(5), 6:7(3)                      |
| Finalistka        | 33. | 30 stycznia 1983     | Marco Island       | Ceglana         | Rosie Casals        | Andrea Jaeger Mary-Lou Daniels          | 5:7, 4:6                            |
| Finalistka        | 34. | 27 lutego 1983       | Oakland            | Dywanowa (hala) | Rosie Casals        | Claudia Kohde-Kilsch Eva Pfaff          | 4:6, 6:4, 4:6                       |
| Finalistka        | 35. | 13 marca 1983        | Dallas             | Dywanowa (hala) | Rosie Casals        | Martina Navrátilová Pam Shriver         | 3:6, 2:6                            |
| Finalistka        | 36. | 1 maja 1983          | Atlanta            | Twarda          | Rosie Casals        | Alycia Moulton Sharon Walsh             | 3:6, 6:7                            |
| Finalistka        | 37. | 2 lipca 1983         | Wimbledon          | Trawiasta       | Rosie Casals        | Martina Navrátilová Pam Shriver         | 2:6, 2:6                            |
| Finalistka        | 38. | 9 października 1983  | Detroit            | Dywanowa (hala) | Rosie Casals        | Kathy Jordan Barbara Potter             | 4:6, 1:6                            |
| Zwyciężczyni      | 41. | 20 listopada 1983    | Brisbane           | Trawiasta       | Anne Hobbs          | Pam Shriver Sharon Walsh                | 6:3, 6:4                            |
| Zwyciężczyni      | 42. | 27 listopada 1983    | Sydney             | Trawiasta       | Anne Hobbs          | Hana Mandlíková Helena Suková           | 6:4, 6:3                            |
| Finalistka        | 39. | 10 grudnia 1983      | Australian Open    | Trawiasta       | Anne Hobbs          | Martina Navrátilová Pam Shriver         | 4:6, 7:6, 2:6                       |
| Finalistka        | 40. | 29 kwietnia 1984     | Orlando            | Ceglana         | Anne Hobbs          | Claudia Kohde-Kilsch Hana Mandlíková    | 0:6, 6:1, 3:6                       |
| Finalistka        | 41. | 8 września 1984      | US Open            | Twarda          | Anne Hobbs          | Martina Navrátilová Pam Shriver         | 2:6, 4:6                            |
| Finalistka        | 42. | 30 września 1984     | Nowy Orlean        | Dywanowa (hala) | Sharon Walsh        | Martina Navrátilová Pam Shriver         | 4:6, 1:6                            |
| Zwyciężczyni      | 43. | 7 października 1984  | Los Angeles        | Twarda          | Chris Evert-Lloyd   | Bettina Bunge Eva Pfaff                 | 6:2, 6:4                            |
| Finalistka        | 43. | 25 listopada 1984    | Sydney             | Trawiasta       | Sharon Walsh        | Claudia Kohde-Kilsch Helena Suková      | 2:6, 6:7(4)                         |
| Zwyciężczyni      | 44. | 24 lutego 1985       | Oakland            | Dywanowa (hala) | Hana Mandlíková     | Rosalyn Fairbank Candy Reynolds         | 4:6, 7:5, 6:1                       |
| Zwyciężczyni      | 45. | 28 kwietnia 1985     | San Diego          | Twarda          | Candy Reynolds      | Rosalyn Fairbank Susan Leo              | 6:4, 6:0                            |
| Zwyciężczyni      | 46. | 21 lipca 1985        | Newport            | Trawiasta       | Chris Evert-Lloyd   | Pam Shriver Elizabeth Smylie            | 6:4, 7:6(2)                         |
| Finalistka        | 44. | 4 sierpnia 1985      | Los Angeles        | Twarda          | Hana Mandlíková     | Claudia Kohde-Kilsch Helena Suková      | 4:6, 2:6                            |
| Zwyciężczyni      | 47. | 29 września 1985     | Nowy Orlean        | Dywanowa (hala) | Chris Evert-Lloyd   | Mary-Lou Piatek Anne White              | 6:1, 6:2                            |
| Zwyciężczyni      | 48. | 24 listopada 1985    | Sydney             | Trawiasta       | Hana Mandlíková     | Rosalyn Fairbank Candy Reynolds         | 3:6, 7:6(5), 6:4                    |
| Finalistka        | 45. | 22 lutego 1986       | Boca Raton         | Twarda          | Chris Evert-Lloyd   | Pam Shriver Helena Suková               | 2:6, 3:6                            |
| Zwyciężczyni      | 49. | 2 marca 1986         | Oakland            | Dywanowa (hala) | Hana Mandlíková     | Bonnie Gadusek Helena Suková            | 7:6(5), 6:1                         |
| Finalistka        | 46. | 16 marca 1986        | Dallas             | Dywanowa (hala) | Hana Mandlíková     | Claudia Kohde-Kilsch Helena Suková      | 6:4, 5:7, 4:6                       |
| Zwyciężczyni      | 50. | 23 marca 1986        | Nowy Jork          | Dywanowa (hala) | Hana Mandlíková     | Claudia Kohde-Kilsch Helena Suková      | 6:4, 6:7(4), 6:3                    |
| Zwyciężczyni      | 51. | 11 maja 1986         | Houston            | Ceglana         | Chris Evert-Lloyd   | Elise Burgin JoAnne Russell             | 6:2, 6:4                            |
| Finalistka        | 47. | 15 czerwca 1986      | Birmingham         | Trawiasta       | Elizabeth Smylie    | Elise Burgin Rosalyn Fairbank           | 2:6, 4:6                            |
| Finalistka        | 48. | 5 lipca 1986         | Wimbledon          | Trawiasta       | Hana Mandlíková     | Martina Navrátilová Pam Shriver         | 1:6, 3:6                            |
| Finalistka        | 49. | 6 września 1986      | US Open            | Twarda          | Hana Mandlíková     | Martina Navrátilová Pam Shriver         | 4:6, 6:3, 3:6                       |
| Zwyciężczyni      | 52. | 4 stycznia 1987      | Brisbane           | Trawiasta       | Hana Mandlíková     | Betsy Nagelsen Elizabeth Smylie         | 6:4, 6:3                            |
| Zwyciężczyni      | 53. | 15 lutego 1987       | San Francisco      | Twarda          | Hana Mandlíková     | Zina Garrison Gabriela Sabatini         | 6:4, 7:6(4)                         |
| Finalistka        | 50. | 19 kwietnia 1987     | Amelia Island      | Ceglana         | Hana Mandlíková     | Steffi Graf Gabriela Sabatini           | 6:3, 3:6, 5:7                       |
| Zwyciężczyni      | 54. | 3 maja 1987          | Tampa              | Ceglana         | Chris Evert-Lloyd   | Elise Burgin Rosalyn Fairbank           | 6:4, 6:3                            |
| Finalistka        | 51. | 24 stycznia 1988     | Australian Open    | Trawiasta       | Chris Evert         | Martina Navrátilová Pam Shriver         | 0:6, 5:7                            |
| Finalistka        | 52. | 15 stycznia 1989     | Sydney             | Twarda          | Elizabeth Smylie    | Martina Navrátilová Pam Shriver         | 3:6, 3:6                            |
| Finalistka        | 53. | 23 lipca 1989        | Newport            | Trawiasta       | Elizabeth Smylie    | Gigi Fernández Lori McNeil              | 3:6, 7:6(5), 5:7                    |
| Zwyciężczyni      | 55. | 13 sierpnia 1989     | Los Angeles        | Twarda          | Martina Navrátilová | Mary Joe Fernández Claudia Kohde-Kilsch | 5:2 krecz                           |
| Finalistka        | 54. | 17 września 1989     | Tokio, WTA Doubles | Dywanowa (hala) | Elizabeth Smylie    | Gigi Fernández Robin White              | 2:6, 2:6                            |
| Finalistka        | 55. | 17 marca 1990        | Boca Raton         | Twarda          | Elise Burgin        | Jana Novotná Helena Suková              | 4:6, 2:6                            |

### Gra mieszana 6 (5–1)
| Końcowy wynik | Nr | Data            | Turniej     | Nawierzchnia | Partner       | Przeciwnicy                   | Wynik finału        |
| ------------- | -- | --------------- | ----------- | ------------ | ------------- | ----------------------------- | ------------------- |
| Zwyciężczyni  | 1. | 10 czerwca 1979 | French Open | Ceglana      | Bob Hewitt    | Virginia Ruzici Ion Țiriac    | 6:3, 2:6, 6:3       |
| Zwyciężczyni  | 2. | 6 września 1980 | US Open     | Twarda       | Marty Riessen | Betty Stöve Frew McMillan     | 7:5, 6:2            |
| Zwyciężczyni  | 3. | 6 czerwca 1982  | French Open | Ceglana      | John Lloyd    | Cláudia Monteiro Cássio Motta | 6:2, 7:6            |
| Finalistka    | 1. | 2 lipca 1982    | Wimbledon   | Trawiasta    | John Lloyd    | Anne Smith Kevin Curren       | 6:2, 3:6, 5:7       |
| Zwyciężczyni  | 4. | 2 lipca 1983    | Wimbledon   | Trawiasta    | John Lloyd    | Billie Jean King Steve Denton | 6:7(5), 7:6(5), 7:5 |
| Zwyciężczyni  | 5. | 7 lipca 1984    | Wimbledon   | Trawiasta    | John Lloyd    | Kathy Jordan Steve Denton     | 6:3, 6:3            |

## Występy w Turnieju Mistrzyń

### W grze pojedynczej
| Rok         | Rezultat     | Rywalka                     | Wynik                       |
| 1977 Toyota | Faza grupowa | Billie Jean King Kerry Reid | 3:6, 2:6 4:6, 2:6           |
| 1978        | 3. miejsce   | Rosie Casals                | 7:6, 6:3                    |
| 1978 Toyota | Faza grupowa | Virginia Wade Betty Stöve   | 6:3, 5:7, 3:6 6:3, 5:7, 5:7 |
| 1979        | Faza grupowa | Tracy Austin Sue Barker     | 7:5, 1:6, 3:6 4:6, 2:6      |
| 1979 Toyota | Półfinał     | Martina Navrátilová         | 6:4, 3:6, 3:6               |
| 1980        | Ćwierćfinał  | Billie Jean King            | 2:6, 2:6                    |
| 1980 Toyota | Półfinał     | Tracy Austin                | 2:6, 1:6                    |
| 1982        | Półfinał     | Sylvia Hanika               | 1:6, 6:2, 6:7               |
| 1982 Toyota | Ćwierćfinał  | Martina Navrátilová         | 2:6, 1:6                    |
| 1983        | I runda      | Barbara Potter              | 3:6, 3:6                    |
| 1984        | I runda      | Pam Shriver                 | 4:6, 4:6                    |
| 1985        | I runda      | Catarina Lindqvist          | 6:3, 2:6, 2:6               |
| 1986        | I runda      | Claudia Kohde-Kilsch        | 6:7, 2:6                    |

### W grze podwójnej
| Rok             | Rezultat    | Partnerka        | Przeciwniczki                        | Wynik            |
| 1978 Toyota     | Finał       | Kerry Reid       | Billie Jean King Martina Navrátilová | 2:6, 2:6         |
| 1979 Toyota     | Półfinał    | Betty Stöve      | Rosie Casals Chris Evert-Lloyd       | 2:6, 2:6         |
| 1980            | Finał       | Rosie Casals     | Martina Navrátilová Billie Jean King | 3:6, 6:4, 3:6    |
| 1980 Toyota     | Zwycięstwo  | Rosie Casals     | Candy Reynolds Paula Smith           | 6:3, 4:6, 7:6    |
| 1981            | Półfinał    | Rosie Casals     | Barbara Potter Sharon Walsh          | 6:7, 6:4, 3:6    |
| 1981 Toyota     | Finał       | Rosie Casals     | Martina Navrátilová Pam Shriver      | 3:6, 4:6         |
| 1982            | Półfinał    | Rosie Casals     | Kathy Jordan Anne Smith              | 6:3, 6:7, 4:6    |
| 1982 Toyota     | Półfinał    | Rosie Casals     | Candy Reynolds Paula Smith           | 4:6, 6:4, 6:7    |
| 1983            | Ćwierćfinał | Rosie Casals     | Billie Jean King Candy Reynolds      | 6:7, 2:6         |
| 1984            | Ćwierćfinał | Rosie Casals     | Billie Jean King Sharon Walsh        | 6:7, 6:4, 3:6    |
| 1986 (marzec)   | Zwycięstwo  | Hana Mandlíková  | Claudia Kohde-Kilsch Helena Suková   | 6:4, 6:7(4), 6:3 |
| 1986 (listopad) | Półfinał    | Hana Mandlíková  | Martina Navrátilová Pam Shriver      | 6:1, 1:6, 1:6    |
| 1989            | Półfinał    | Elizabeth Smylie | Martina Navrátilová Pam Shriver      | 1:6, 1:6         |

## Występy w turnieju WTA Doubles Championships
| Rok  | Rezultat    | Partnerka        | Przeciwniczki                        | Wynik         |
| 1978 | Półfinał    | Kerry Reid       | Françoise Durr Virginia Wade         | 6:3, 0:6, 3:6 |
| 1979 | 3. miejsce  | Kerry Reid       | Sharon Walsh Lesley Hunt             | 7:5, 7:6      |
| 1980 | Półfinał    | Betty Stöve      | Billie Jean King Martina Navrátilová | 6:7, 2:6      |
| 1981 | Półfinał    | Rosie Casals     | Barbara Potter Sharon Walsh          | 4:6, 6:3, 3:6 |
| 1982 | Ćwierćfinał | Rosie Casals     | Leslie Allen Mima Jaušovec           | 6:2, 4:6, 4:6 |
| 1983 | Ćwierćfinał | Rosie Casals     | Billie Jean King Sharon Walsh        | 6:3, 2:6, 5:7 |
| 1984 | Półfinał    | Anne Hobbs       | Ann Kiyomura Pam Shriver             | 4:6, 4:6      |
| 1985 | Półfinał    | Sharon Walsh     | Betsy Nagelsen Anne White            | 4:6, 6:4, 3:6 |
| 1986 | Półfinał    | Hana Mandlíková  | Barbara Potter Pam Shriver           | 3:6, 6:7      |
| 1989 | Finał       | Elizabeth Smylie | Gigi Fernández Robin White           | 2:6, 2:6      |
| 1990 | I runda     | Julie Richardson | Mary Lou Piatek Wendy White          | 1:6, 2:6      |

## Występy w igrzyskach olimpijskich

### Gra pojedyncza
| Runda                                                                     | Przeciwniczka               | Wynik    |  |
| ------------------------------------------------------------------------- | --------------------------- | -------- |  |
|                                                                           |                             |          |  |
| Letnie Igrzyska Olimpijskie w Seulu 1988, reprezentując państwo Australia |                             |          |  |
| I runda                                                                   | Wielka Brytania: Clare Wood | 6:1, 6:3 |  |
| II runda                                                                  | Dania: Tine Scheuer-Larsen  | 4:6, 3:6 |  |

### Gra podwójna
| Runda                                                                     | Partnerka        | Przeciwniczki                                     | Wynik         |
| ------------------------------------------------------------------------- | ---------------- | ------------------------------------------------- | ------------- |
|                                                                           |                  |                                                   |               |
| Letnie Igrzyska Olimpijskie w Seulu 1988, reprezentując państwo Australia |                  |                                                   |               |
| I runda                                                                   | Elizabeth Smylie | Bułgaria Katerina Maleewa / Manuela Maleewa       | 6:2, 3:6, 6:0 |
| Ćwierćfinał                                                               | Elizabeth Smylie | ZSRR Łarysa Sawczenko / Natalla Zwierawa [4]      | 6:3, 6:2      |
| Półfinał                                                                  | Elizabeth Smylie | Stany Zjednoczone Zina Garrison / Pam Shriver [1] | 6:7(5), 4:6   |
| O brązowy medal                                                           | Elizabeth Smylie | RFN Steffi Graf / Claudia Kohde-Kilsch [2]        | nierozgrywany |